# St. Bernhard-Hospital Kamp-Lintfort

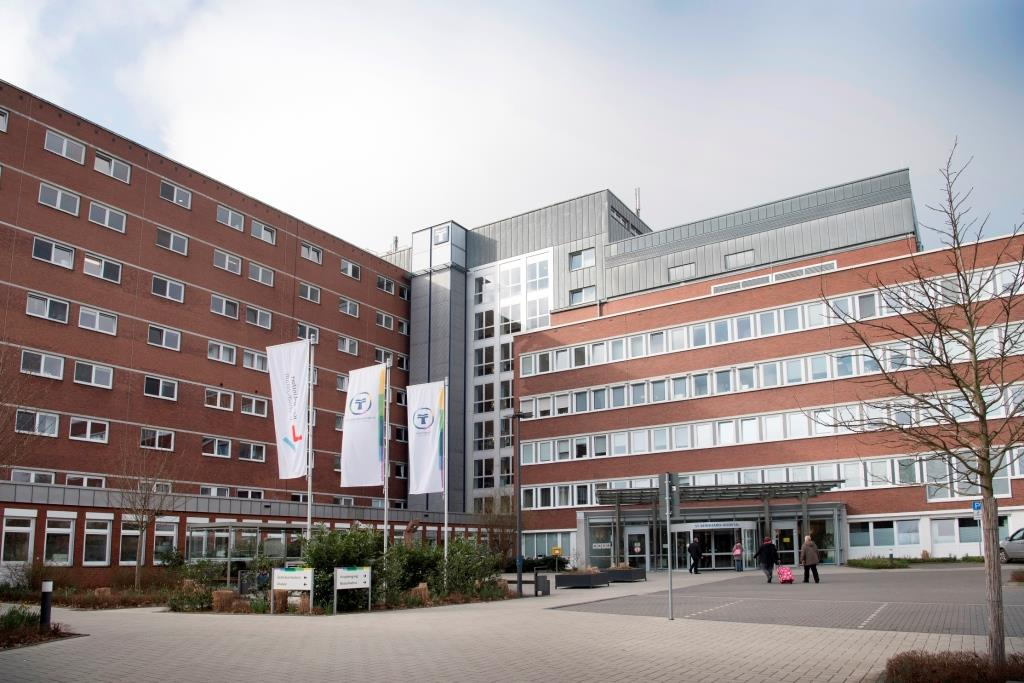
Eingangsbereich des St. Bernhard-Hospitals

Das St. Bernhard-Hospital ist ein Krankenhaus in Kamp-Lintfort. Es zählt zur katholischen Klinikgruppe St. Franziskus-Stiftung Münster.

## Klinik
Die Klinik verfügt über 356 Betten und elf Fachkliniken und ist zertifiziert nach DIN EN ISO 9001:2015 und proCum Cert (konfessionelle Zertifizierungsgesellschaft). Rund 850 Mitarbeitende betreuen und behandeln jährlich rund 15.000 stationäre und 30.000 ambulante Patienten. Der Pflegedienst arbeitet im System der „Primären Pflege“, hier hat jeder Patient seine feste pflegerische Bezugsperson.

### Fachabteilungen
Es bestehen die Fachabteilungen:
- Medizinische Klinik I (Gastroenterologie, Hämato-Onkologie, Diabetologie, Infektiologie, Palliativmedizin)
- Medizinische Klinik II (Kardiologie, Elektrophysiologie, Lungenheilkunde, Schlafmedizin, Angiologie)
- Orthopädische Klinik I (Orthopädische Chirurgie mit den Schwerpunkten Endoprothetik an Hüfte und Knie, Wirbelsäulenchirurgie, Fuß- und Schulterchirurgie)
- Orthopädischen Klinik II (Manuelle Medizin und Konservative Orthopädie)
- Chirurgische Klinik I (Allgemein- und Viszeralchirurgie mit spezieller Tumorchirurgie)
- Klinik für Gefäß- und endovaskuläre Chirurgie, Phlebologie
- Chirurgische Klinik II (Unfall- und Wiederherstellungschirurgie, lokales Traumazentrum-DGU)
- Dermatologie (Belegabteilung)
- Klinik für Anästhesie und operative Intensivmedizin
- Klinik für Diagnostische Radiologie
- Laboratoriumsmedizin
- Medizinisches Versorgungszentrum MediaVita (Praxen für Diagnostische Radiologie, Physikalische und Rehabilitative Medizin und Chirurgie)
- Kooperationskrankenhaus im Tumorzentrum Niederrhein
- Pflegedienst (nach dem Organisationskonzept der Primären Pflege)
- Krankenhausseelsorge
- Sozialdienst, Psycho-Onkologische Beratung
- Ethik-Komitee
- Physiotherapie(salvea)

In Gesundheitszentrum werden Interessierte in den Bereichen Prävention, Rehabilitation, Gesundheitsförderung, häusliche Krankenpflege sowie Erste Hilfe unterstützt. Angegliedert ist die Schule für Pflegeberufe an der Katholischen Bildungsakademie Niederrhein mit rund 260 Ausbildungsplätzen (Pflegefachfrau/-mann und Pflegefachassistenz) in Trägerschaft mehrerer niederrheinischer Krankenhäuser.

## Zertifizierung
- pCC zertifiziert nach DIN EN ISO 9001:2015 incl. Viszeralonkologisches Zentrum (proCumCert)
- lokales Traumazentrum (Deutsche Gesellschaft für Unfallchirurgie)
- Venenkompetenzzentrum (Deutsche Gesellschaft für Phlebologie)
- Chest Pain Unit (Deutsche Gesellschaft für Kardiologie)
- Vorhofflimmerzentrum (DGK)
- Endo Prothetik Zentrum der Maximalversorgung (Endocert)
- Wirbelsäulenspezialzentrum (DWG)
- Kompetenzzentrum Chirurgische Koloproktologie (DGAV)
- Kompetenzzentrum Hernienchirurgie (DGAV)
- Zertifizierte Klinik für Diabetes-Patienten geeignet (DDG)
- Mitglied des Euroregionalen Netzwerkes für Patientensicherheit und Infektionsschutz (EUROSAFETY HEALTH-NET)